# Liste der Monuments historiques in Bure-les-Templiers
Die Liste der Monuments historiques in Bure-les-Templiers führt die Monuments historiques in der französischen Gemeinde Bure-les-Templiers auf.

## Liste der Immobilien
| Bezeichnung         | Beschreibung                             | Standort                                   | Kennzeichnung | Schutzstatus | Datum | Bild           |
| ------------------- | ---------------------------------------- | ------------------------------------------ | ------------- | ------------ | ----- | -------------- |
| Kirche St-Julien    | ab dem 12. Jahrhundert                   | Bure-les-Templiers, rue de l’Eglise (Lage) | PA00112165    | Inscrit      | 1927  | weitere Bilder |
| Kapelle St-Renobert | 1500 erbaut; mit bauzeitlicher Ausmalung | Romprey, rue du Lavoir (Lage)              | PA21000002    | Inscrit      | 1996  | weitere Bilder |

## Liste der Objekte
| Bezeichnung                            | Beschreibung                                                          | Standort                                           | Kennzeichnung | Schutzstatus | Datum | Bild           |
| -------------------------------------- | --------------------------------------------------------------------- | -------------------------------------------------- | ------------- | ------------ | ----- | -------------- |
| Grabstein für Guillaume de Fougerolles | Kalkstein, um 1351                                                    | Bure-les-Templiers, in der Kirche St-Julien (Lage) | PM21000436    | Classé       | 1902  | weitere Bilder |
| Teller                                 | Fayence, zweite Hälfte des 17. oder erste Hälfte des 18. Jahrhunderts | Bure-les-Templiers, in der Kirche St-Julien (Lage) | PM21005024    | Inscrit      | 2013  |                |
| Kronleuchter                           | Glas, Messing, vergoldet, Mitte des 19. Jahrhunderts                  | Bure-les-Templiers, in der Kirche St-Julien (Lage) | PM21005025    | Inscrit      | 2013  |                |